# Talweg della Val Ferret
Talweg della Val Ferret este o arie protejată (arie specială de conservare — SAC, sit de importanță comunitară — SCI) din Italia întinsă pe o suprafață de 120 ha, integral pe uscat.

## Localizare
Centrul sitului Talweg della Val Ferret este situat la coordonatele 45°50′52″N 7°01′05″E / 45.847735°N 7.018119°E.

## Înființare
Situl Talweg della Val Ferret a fost declarat sit de importanță comunitară în septembrie 1995 pentru a proteja 4 specii de animale. Situl a fost protejat și ca arie specială de conservare în februarie 2013.

## Biodiversitate
Situată în ecoregiunea alpină, aria protejată conține 18 habitate naturale: Păduri alpine de Larix decidua și/sau Pinus cembra, Pajiști cu Molinia pe soluri calcaroase, turboase sau argilos-nămoloase (Molinion caeruleae), Râuri de munte și vegetația erbacee de pe malurile acestora, Pajiști alpine și subalpine calcaroase, Formațiuni pioniere alpine de Caricion bicoloris-atrofuscae, Liziere de ierburi înalte hidrofile de câmpie și de nivel montan până la alpin, Râuri de munte și vegetația lor lemnoasă cu Salix elaeagnos, Păduri acidofile de Picea de la nivel montan la nivel alpin (Vaccinio-Piceetea), Râuri de munte și vegetația lor lemnoasă cu Myricaria germanica, Mlaștini alcaline, Lacuri și iazuri distrofice naturale, Mlaștini turboase de tranziție și turbării mișcătoare, Pajiști boreale și alpine pe substrat silicios, Fânețe montane, Grohotișuri silicioase de la nivelul montan până la nivelul zăpezii (Androsacetalia alpinae și Galeopsietalia ladani), Turbării active, Pajiști alpine și boreale, Tufărișuri subarctice cu Salix spp..
La baza desemnării sitului se află mai multe specii protejate:
- păsări (2): lăcar-de-mlaștină (Acrocephalus palustris), fluierar de munte (Actitis hypoleucos)
- mamifere (1): liliac cârn (Barbastella barbastellus)
- pești (1): Salmo marmoratus

Pe lângă speciile protejate, pe teritoriul sitului au mai fost identificate 10 specii de plante, 1 specie de amfibieni, 2 specii de mamifere, 2 specii de reptile.